# Saturn Award de la meilleure série de super-héros en streaming
 (février 2025).
Si vous disposez d'ouvrages ou d'articles de référence ou si vous connaissez des sites web de qualité traitant du thème abordé ici, merci de compléter l'article en donnant les références utiles à sa vérifiabilité et en les liant à la section « Notes et références ».
Le Saturn Award de la meilleure série télévisée de super-héros (Saturn Award for Best Superhero Television Series) est une récompense télévisuelle décernée chaque année depuis 2017 par l'Académie des films de science-fiction, fantasy et horreur (Academy of Science Fiction Fantasy & Horror Films).

## Palmarès

### Années 2010
- 2017 : The Punisher
  - The Defenders
  - Future Man
  - Iron Fist
  - Runaways
  - The Tick

- 2018[1] : Daredevil
  - Doom Patrol
  - Jessica Jones
  - The Punisher
  - Runaways
  - Swamp Thing
  - Umbrella Academy